# Pei Cobb Freed & Partners
Pei Cobb Freed & Partners est un cabinet d'architecture américain. Il a été récompensé à de multiples reprises.

## Histoire
Basé à New York, il porte les noms des architectes Ieoh Ming Pei, Henry N. Cobb et James Ingo Freed. Il a été fondé en 1955 par Ieoh Ming Pei, Henry N. Cobb et Eason Leonard. George H. Miller, président de l'American Institute of Architects en 2010, fait également partie du cabinet.
À partir de 1955, le nom du cabinet est I. M. Pei & Associates, puis I. M. Pei & Partners à partir de 1966 avant de prendre son nom actuel en 1989.

## Projets

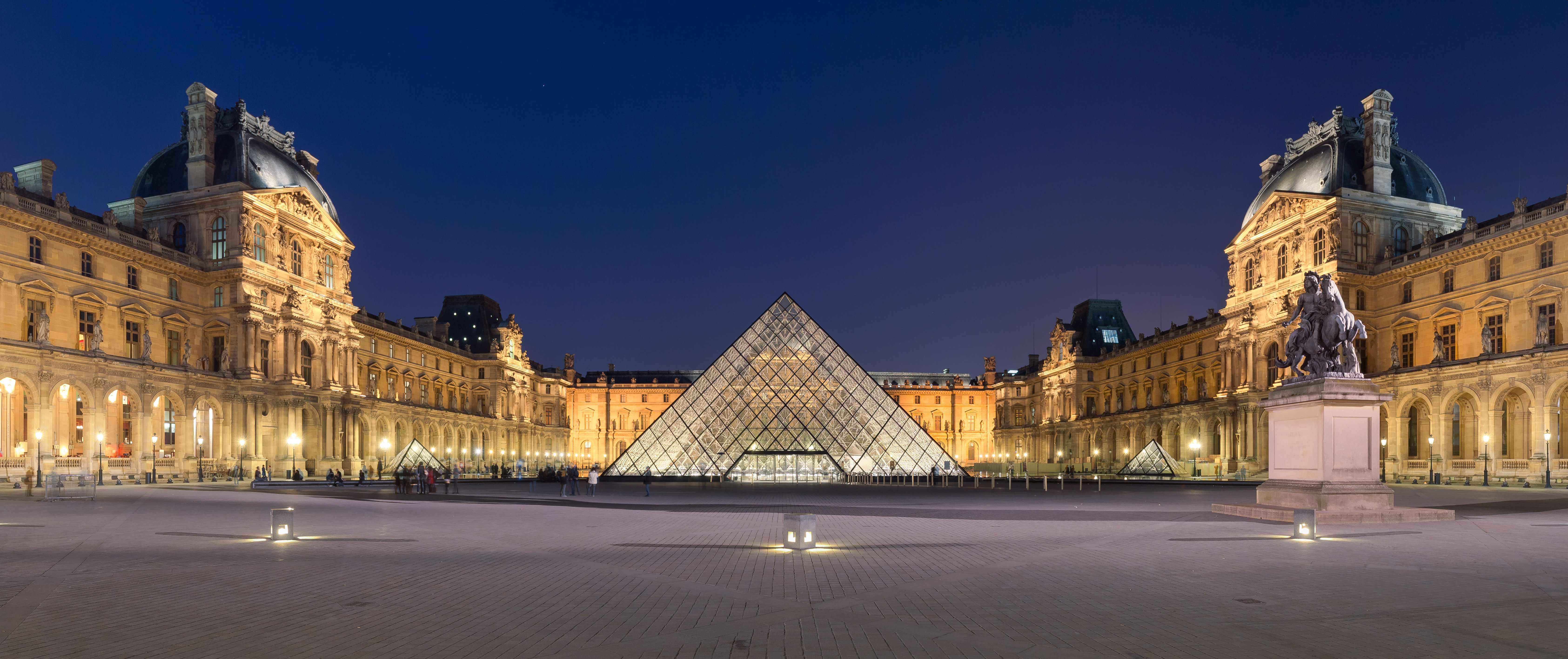
La pyramide du Louvre avec la perspective sur la cour Napoléon. Il s'agit d'une œuvre du cabinet Pei Cobb Freed & Partners et plus notablement de Ieoh Ming Pei.

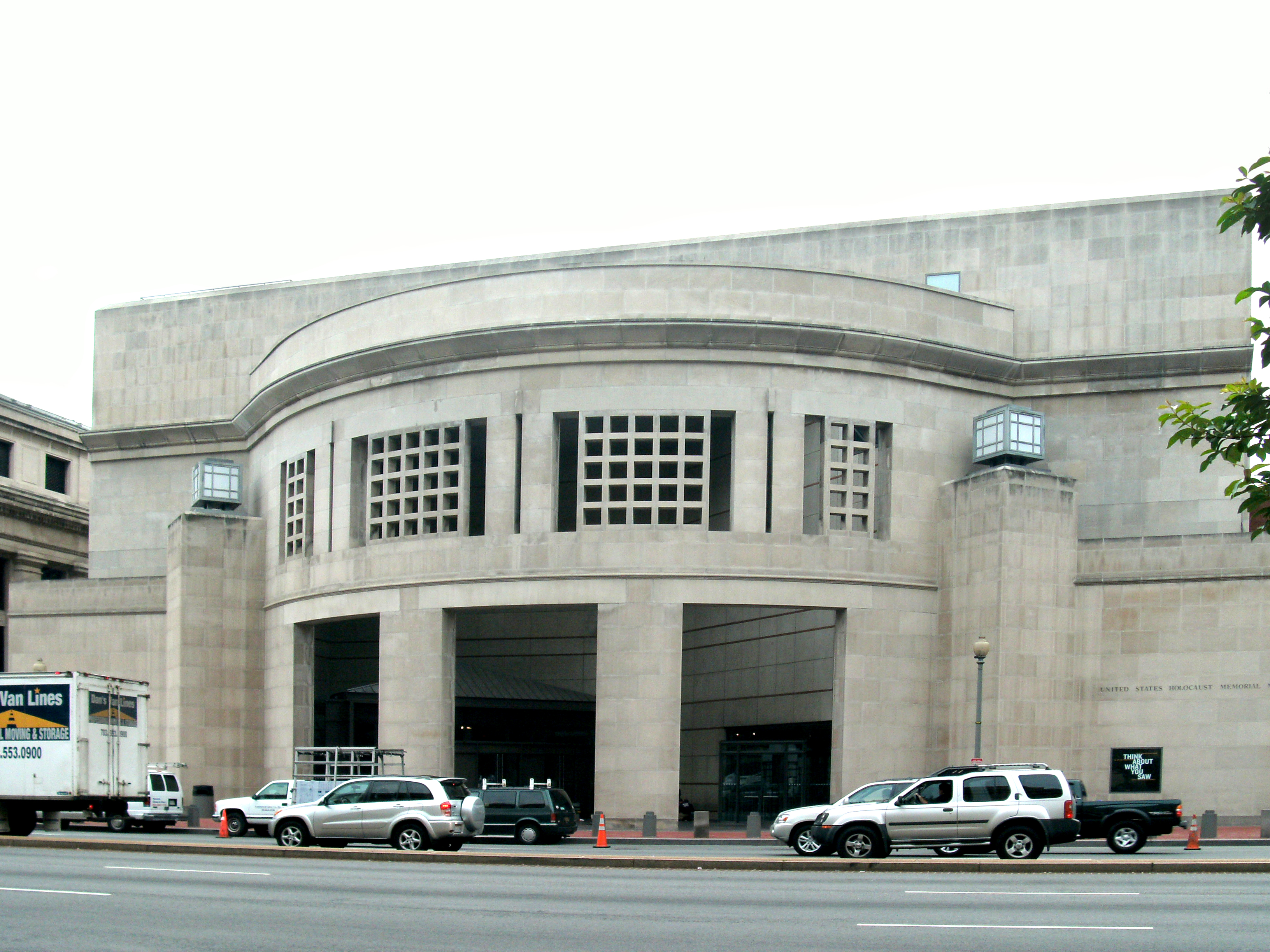
United States holocaust museum, situé à Washington

James Ingo Freed, en collaboration avec le cabinet Finegold Alexander + Associates conçoit le musée du mémorial de l'Holocauste des États-Unis. Bien que l'extérieur du bâtiment soit de style monumental, à l'image des grands bâtiments gouvernementaux situés dans les abords immédiats, le parti pris de l'austérité, de l'étrangeté et de l'inconfort a été choisi à dessein pour interpeller les visiteurs.